# واناکا (نیویورک)
واناکا (به انگلیسی: Wanakah) یک منطقهٔ مسکونی در ایالات متحده آمریکا است که در شهرستان ایری، نیویورک واقع شده‌است. واناکا ۳٫۱ کیلومتر مربع مساحت و ۳٬۱۹۹ نفر جمعیت دارد و ۱۷۹٫۸۳ متر بالاتر از سطح دریا واقع شده‌است.